# 5. Kavallerie-Brigade (Deutsches Kaiserreich)
Die 5. Kavallerie-Brigade war ein Großverband der Preußischen Armee.

## Geschichte
Das Brigadekommando wurde am 5. November 1816 als Kavallerie-Brigade der Truppen-Brigade in Frankfurt (Oder) aufgestellt, wurde am 5. August 1818 Brigade der 5. Division und formierte sich ab dem 22. Dezember 1819 als 5. Kavallerie-Brigade. Gemeinsam mit der 5. Infanterie-Brigade bildete sie die 5. Division des III. Armee-Korps.

### Deutscher Krieg
Im Krieg Preußens gegen das Kaisertum Österreich nahm die Brigade 1866 unter Führung des Generalmajors Friedrich Alexander von Bismarck-Bohlen an den Kämpfen bei Münchengrätz, Gitschin, Königgrätz und Blumenau teil.

### Deutsch-Französischer Krieg
Mit Beginn des Krieges gegen Frankreich übernahm General Friedrich von Baumbach das Kommando über die Brigade und führte sie in den Kämpfen bei Beaumont, Sedan, Coulmiers, Beaugency-Travant, Orleans, Le Mans, Allons, Masollen, Artenay, Le Bardon und Vendome sowie bei der Belagerung von Paris.

### Erster Weltkrieg
Bei der Mobilmachung anlässlich des Ersten Weltkriegs kam die Brigade unter das Kommando der 2. Kavallerie-Division und beteiligte sich an den Kämpfen an der Westfront, bis sie Ende Oktober/Anfang November 1914 an die Ostfront verlegte. Vom 8. August bis zum 19. Oktober 1916 unterstand die Brigade der 3. Infanterie-Division und anschließend der 6. Kavallerie-Division. Am 7. Oktober 1917 kam das Kürassier-Regiment „von Seydlitz“ (Magdeburgisches) Nr. 7 zusätzlich unter das Brigadekommando, dass sich ab dem 11. Mai 1918 als Kavallerie-Schützen-Kommando 5 formierte.

## Gliederung
1820 bis 1823
- 6. Kürassier-Regiment (Brandenburgisches)
- 3. Ulanen-Regiment (Brandenburgisches)

1823 bis 1851
- 2. Dragoner-Regiment, ab März 1823 Dragoner-Regiment Nr. 2
- 3. Ulanen-Regiment (Brandenburgisches), ab März 1823 3. Ulanen-Regiment

1852 bis 1866
- 2. Dragoner-Regiment, ab Mai 1861 Brandenburgisches Dragoner-Regiment Nr. 2
- 3. Ulanen-Regiment, ab März 1855 3. Ulanen-Regiment (Kaiser von Rußland), ab Juli 1860 1. Brandenburgisches Ulanen-Regiment (Kaiser von Rußland) Nr. 3
- 2. Landwehr-Dragoner-Regiment
- 3. Landwehr-Ulanen-Regiment

1867 bis 1890
- Brandenburgisches Dragoner-Regiment Nr. 2, ab November 1867 1. Brandenburgisches Dragoner-Regiment Nr. 2
- Dragoner-Regiment Nr. 12, ab November 1867 2. Brandenburgisches Dragoner-Regiment Nr. 12, ab Januar 1889 Dragoner-Regiment von Arnim (2. Brandenburgisches) Nr. 12
- 1. Brandenburgisches Ulanen-Regiment (Kaiser von Rußland) Nr. 3, ab Januar 1889 Ulanen-Regiment „Kaiser Alexander II. von Rußland“ (1. Brandenburgisches) Nr. 3
- Dragoner-Regiment Nr. 10 (gehörte zum I. Armee-Korps und schied 1871 aus dem Brigadeverband)

1890 bis 1914
- 1. Brandenburgisches Dragoner-Regiment Nr. 2
- Ulanen-Regiment „Kaiser Alexander II. von Rußland“ (1. Brandenburgisches) Nr. 3

## Kommandeure
| Dienstgrad          | Name                                    | Datum                                                         |
| ------------------- | --------------------------------------- | ------------------------------------------------------------- |
| Oberst/Generalmajor | Friedrich August Ludwig von der Marwitz | 01. März 1816 bis 11. Februar 1827                            |
| Oberst/Generalmajor | Georg Karl von Hessen                   | 12. Februar 1827 bis 29. März 1835                            |
| Oberst/Generalmajor | Karl Heinrich von Kurssel               | 30. März 1835 bis 6. April 1842                               |
| Oberst/Generalmajor | Georg von Stülpnagel                    | 07. April 1842 bis 2. August 1848                             |
| Oberst/Generalmajor | Adolf von Schlüsser                     | 03. August 1848 bis 21. März 1853                             |
|                     | Bernhard Clairon d’Haussonville         | 22. März 1853 bis 29. Oktober 1856                            |
| Oberst              | Eduard von Oriola                       | 30. Oktober 1856 bis 3. April 1857                            |
|                     | Karl von Griesheim                      | 04. April 1857 bis 17. März 1858                              |
|                     | Wilhelm von Scholten                    | 18. März 1858 bis 13. Juni 1859                               |
|                     | August Weber                            | 14. Juni bis 10. November 1859                                |
|                     | Wilhelm von Scholten                    | 11. November 1859 bis 30. Juni 1860                           |
|                     | Adolf von Goetze                        | 01. Juli 1860 bis 23. Juli 1861                               |
|                     | Friedrich Alexander von Bismarck-Bohlen | 24. Juli 1861 bis 16. September 1866                          |
|                     | Wilhelm von Brandenburg                 | 17. September 1866 bis 13. Januar 1868                        |
|                     | Otto von Diepenbroick-Grüter            | 14. Januar 1868 bis 1. August 1870                            |
| Generalmajor        | Friedrich von Baumbach                  | 02. August 1870 bis 22. Mai 1871                              |
|                     | Ludwig von Schlotheim                   | 23. Mai 1871 bis 14. Juli 1871                                |
| Oberst              | Bernhard von Drigalski                  | 15. Juli bis 18. Oktober 1871 (mit der Führung beauftragt)    |
| Oberst/Generalmajor | Bernhard von Drigalski                  | 19. Oktober 1871 bis 11. Juli 1873                            |
| Oberst/Generalmajor | Friedrich von der Groeben               | 12. Juli 1873 bis 14. Juni 1875                               |
|                     | Karl von Larisch                        | 15. Juni 1875 bis 10. November 1882                           |
| Oberst/Generalmajor | Friedrich Wilhelm von Haenlein          | 11. November 1882 bis 14. November 1887                       |
|                     | Konstans Karl Wilhelm von Esebeck       | 15. Januar 1888 bis 15. April 1889                            |
|                     | Alfred von Stosch                       | 16. April 1889 bis 15. Juni 1894                              |
|                     | Fedor von Strantz                       | 16. Juni 1894 bis 16. Juli 1897                               |
|                     | Egon von Vollard-Bockelberg             | 17. Juli 1897 bis 14. Dezember 1900                           |
|                     | Limbrecht von Schlieffen                | 15. Dezember 1900 bis 9. April 1906                           |
| Oberst              | Paul von Windheim                       | 10. April 1906 bis 13. Juni 1906 (mit der Führung beauftragt) |
| Oberst/Generalmajor | Paul von Windheim                       | 14. Juni 1906 bis 21. November 1910                           |
| Generalmajor        | Günther von Pappritz                    | 22. November 1909 bis 17. Februar 1911                        |
|                     | Eberhard von Schmettow                  | 21. Februar 1911 bis 17. Februar 1913                         |
|                     | Emil von Arnim                          | 18. Februar 1913 bis 20. September 1914                       |
|                     | Ewald von Baumbach                      | 21. September 1914 bis 10. März 1915                          |
|                     | Viktor von Rosenberg-Lipinski           | 11. März bis 19. September 1915                               |
|                     | Fritz von Studnitz                      | 20. September 1915 bis 6. März 1917                           |
|                     | Heinrich von Albedyll                   | 07. März 1917 bis 27. März 1918                               |
|                     | Hermann von der Heyden-Rynsch           | 28. März bis 11. April 1918                                   |
|                     | Wilhelm Dietze                          | 12. April 1918 bis Kriegsende                                 |